# Aukena

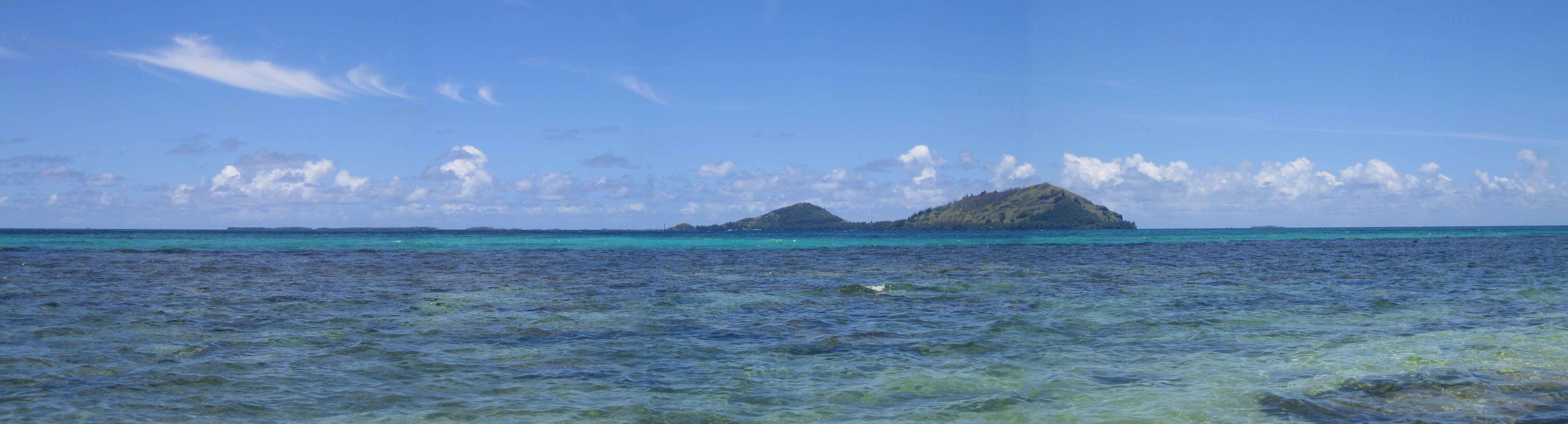
Aukena sedd från Mangareva.

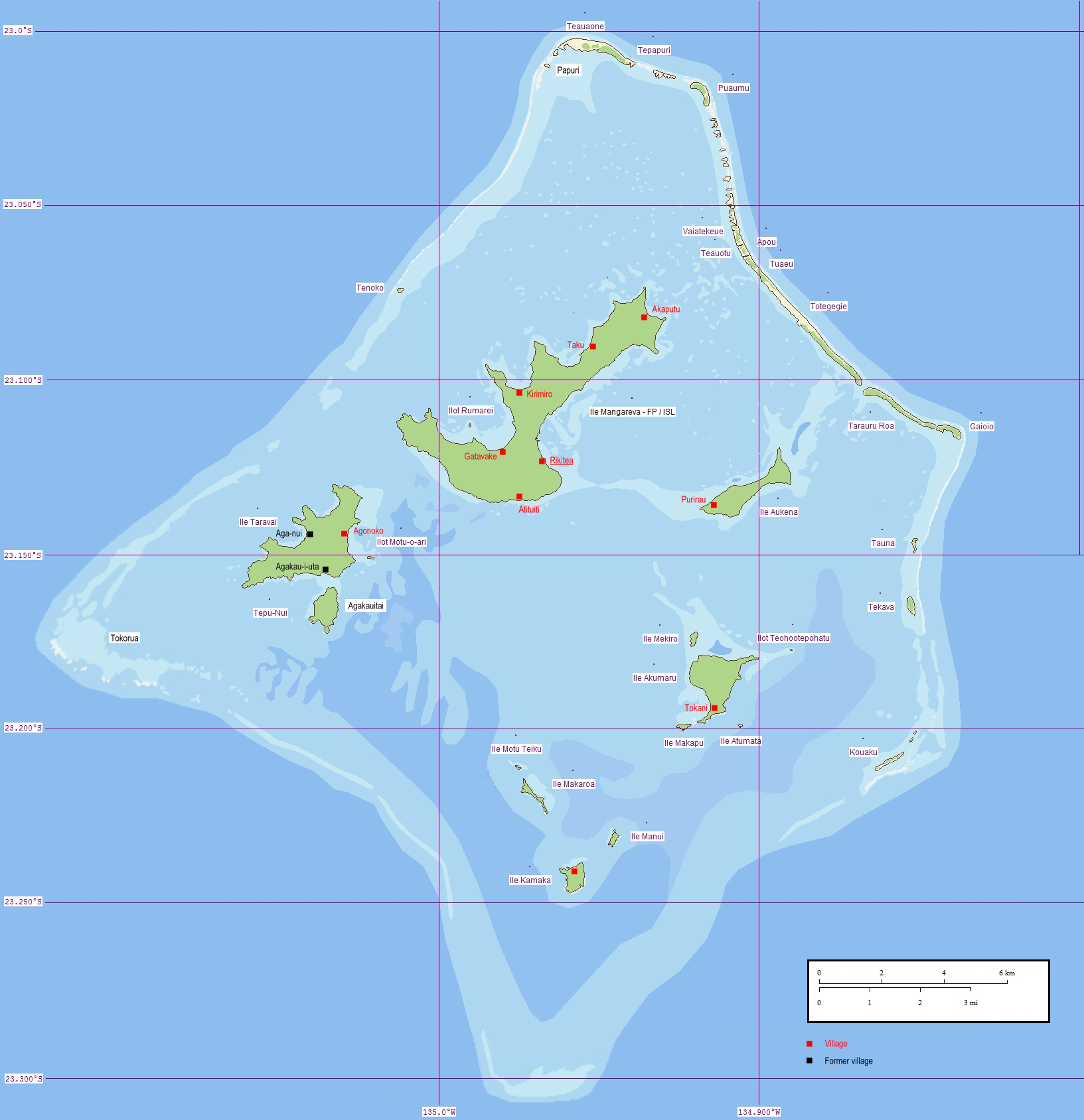
översiktskarta

Aukena (franska île Aukena) är en ö i Franska Polynesien i Stilla havet.

## Historia
Aukena beboddes troligen av polynesier redan på 900-talet. Ön upptäcktes av brittiske James Wilson 1797. 1836 inleddes här övergången till kristendom när katolska präster anlände till ön. 1903 införlivades ön tillsammans med övriga öar inom Franska Polynesien i det nyskapade Établissements Français de l'Océanie (Franska Oceanien).

## Geografi
Aukena ligger i ögruppen Gambieröarna och ligger ca 1 700 km sydöst om Tahiti. Ön har en area om ca 1,3 km² och är obebodd, förvaltningsmässigt tillhör ön Mangareva bara ca 5 km därifrån. Högsta höjden är ca 198 m ö.h. och ön har faktiskt en kyrka St. Raphaël.